# Oudjila
Oudjila est un village touristique situé dans le département du Mayo-Sava au Cameroun. Village tout en altitude, Oudjila est localisé à proximité de la ville de Mora.

## Géographie
Localisé dans la commune de Mora à 11° 0' 43" N de latitude et 14° 5' 48" E de longitude, le village est situé en altitude à 5 km de la ville de Mora. Il offre de beaux paysages et des vues pittoresques tant vers la chaîne montagneuse située au nord que vers les plaines. Les cases ont une architecture ancestrale et sont dispersées, occupant le plus souvent les lignes de crête afin de maximiser les espaces cultivables reposant sur un impressionnant ensemble de terrasses, résultat d'un labeur acharné depuis des générations. De petits ruisseaux, secs à longueur d'année, s'avèrent torrentueux lors des grosses pluies 

## Population

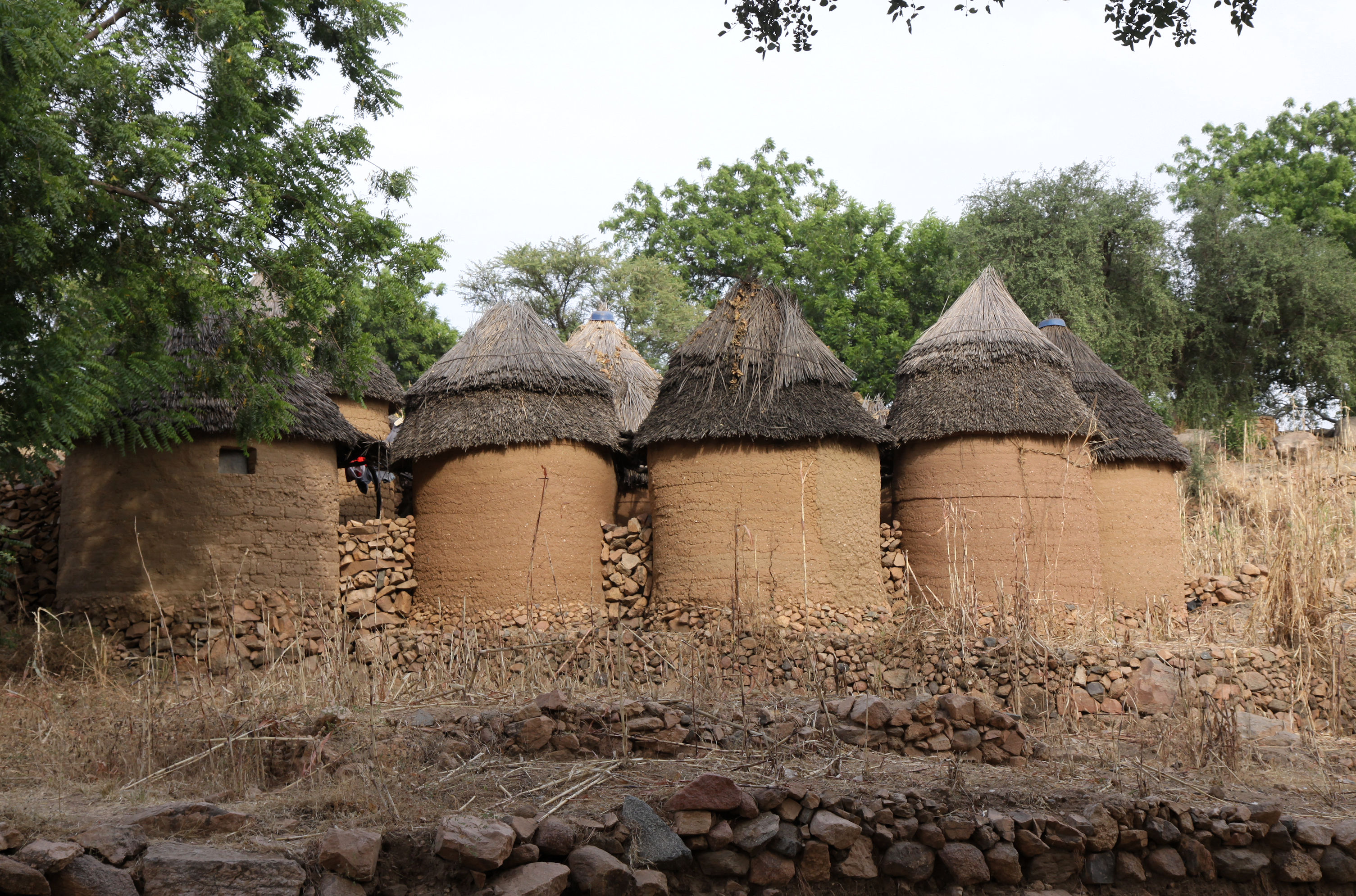
Cases au pied des monts Mandara

Les habitants du village Oudjila sont majoritairement Podoko. Le village est un pôle d’attraction touristique grâce à la chefferie d’Oudjila vieille de plus de 500 ans et du festival culturel de Podoko. Le saré du chef est construit au sommet de la colline et protégé par une haute muraille. La clôture est un enchevêtrement de pierres. À l’intérieur de la chefferie, on distingue la case du chef où se trouve la salle du tribunal coutumier, la salle de prière, la salle du bœuf sacré et le quartier général des épouses du chef. La case de la première femme est retirée de celles des autres épouses. Chaque femme dispose d’une case, d’un grenier et d’une cuisine. 
Les cases sont rondes, couvertes d’enduit en terre et disposées autour des greniers, qui sont des réserves alimentaires. Les fondations des cases sont en pierres et les murs en terre. Les toits de chaume en forme conique couvrent les cases et des poteries sont exposées dans certaines cases.
Le chef du village, la majesté Mozogo Douaka âgé de 92 ans en 2012 a une cinquantaine d'épouses, cent-treize enfants et des petits enfants. Il est par ailleurs 3e adjoint au maire de la commune de Mora.